# Feodor Chaliapin Jr.
Feodor Chaliapin Jr. (ros. Фёдор Фёдорович Шаля́пин) (ur. 6 października 1905 w Moskwie, zm. 17 września 1992 w Rzymie) – amerykański aktor pochodzenia rosyjskiego.

## Życiorys
Syn legendarnego śpiewaka operowego Fiodora Szalapina. Rodzina Szalapinów wyemigrowała z Rosji do Paryża na początku lat 20 po dojściu do władzy Bolszewików. Feodor zagrał wówczas w kilku filmach europejskich, a po wyjeździe do USA trafił do Hollywood. Tworzył charakterystyczne role drugoplanowe. Szczególną uwagę zwracają jego kreacje, które stworzył pod koniec życia w takich filmach jak Imię róży (1986) czy Wpływ księżyca (1987).
Zmarł, będąc od lat ciężko chory, jednak do końca aktywny, w wieku 87 lat w Rzymie, gdzie mieszkał na stałe od zakończenia II wojny światowej.

## Ważniejsze role
- Okręt straceńców (1929) jako Nick
- Siódma ofiara (1943) jako Leo
- Komu bije dzwon (1943) jako Kashkin
- Królewski skandal (1945) jako lokaj
- Franciszek z Asyżu (1961) jako kardynał Savelli
- Ostatnie dni Sodomy i Gomory (1962) jako Alabias
- Rzym (1972) – gra siebie samego
- Inferno (1980) jako prof. Arnold/dr Varelli
- Imię róży (1986) jako brat Jorge z Burgos
- Wpływ księżyca (1987) jako dziadek Loretty
- Kościół (1989) jako biskup
- Stanley i Iris (1990) jako Lenides Cox
- Wewnętrzny krąg (1991) jako prof. Bartnev
- Max i Jeremie (1992) jako Sam Marberg